# Constitution syrienne de 1950
Constitution syrienne du 14 mai 1930 Constitution syrienne du 10 juillet 1953 (1953-1954)
Constitution de la République arabe unie (1958-1961)
Constitution provisoire syrienne du 25 avril 1964
La Constitution syrienne du 5 septembre 1950 remplaça celle du 14 mai 1930 et fut remplacée par celle du 10 juillet 1953 avant d'être remise en vigueur avec le retour à la présidence d'Atassi en 1954. Elle fut remplacée par la Constitution de la République arabe unie en 1958 mais entra de nouveau en vigueur après que la Syrie se fut séparée de la République arabe unie, « jusqu'au coup d'[É]tat militaire des 8-9 mars 1963 ».